# Rheinmetall 130-mm-Glattrohrkanone
Die Rheinmetall 130-mm-Glattrohrkanone ist eine Glattrohrkanone für Kampfpanzer, die beim deutschen Unternehmen Rheinmetall entwickelt wurde und im KF51 Panther die Hauptwaffe bildet.

## Hintergrund und Geschichte

### Geschichte
Die Einführung der Rheinmetall 120-mm-Glattrohrkanone (Rh120) in den 1970er-Jahren stellte einen Meilenstein in der Entwicklung moderner Panzerkanonen in der „westlichen Welt“ nach dem Zweiten Weltkrieg dar. Da auch die potentiellen Gegner mit neuen Panzern ausgerüstet wurden und der designierte Nachfolger Neue Panzerkanone 140 (NPzK-140) nie in Serie produziert wurde, wurde die Rh120 in den 1980er-Jahren zur L/55 weiterentwickelt, die seit Ende 2017 als L/55A1 verfügbar ist.

### Hintergrund
Seit 2015 ist eine neue Generation von gepanzerten Fahrzeugen in Russland auf Basis der Armata-Plattform in Zulauf, die mit weiter verbesserten Panzerungen und Schutzsystemen ausgerüstet sind. Auch vor dem Hintergrund der geplanten gemeinsamen Entwicklung eines neuen Kampfpanzers, des Main Ground Combat System, von Deutschland und Frankreich als Nachfolger des Leopard 2 und des Leclerc stellte Rheinmetall die 130-mm-Waffenanlage L/51 als Konzept für eine zukünftige Hauptbewaffnung vor. 

### Entwicklung
Mit ihrer Entwicklung wurde nach Angaben von Rheinmetall im Jahr 2015 begonnen. Sie wurde 2016 als L/51 auf der Eurosatory vorgestellt; mit einer Einsatzfähigkeit wird um das Jahr 2025 gerechnet.

## Technik
Die Kanone hat ein Kaliber von 130 mm. Als 130-mm-Waffenanlage L/51 wiegt sie ohne Anbauteile rund 3000 kg, wovon rund 1400 kg auf das glatte Geschützrohr entfallen. Mit der bei der ersten Präsentation namensgebenden Kaliberlänge 51 ergibt sich eine Rohrlänge von 6630 mm. Das Rohr ist innen hartverchromt. Mit dem gegenüber der Rh120 um acht Prozent vergrößerten Kaliber soll die neue Glattrohrkanone eine um 50 Prozent größere Mündungsenergie aufweisen, das heißt etwa 20 MegaJoule (MJ). Das Gewicht der Munition liegt bei etwa 30 kg bei einer Länge von rund 1,3 m. Auf Grund des hohen Gewichts und der Länge ihrer Munition wurde bei der Präsentation im Jahr 2016 davon ausgegangen, dass die Kanone durch einen Ladeautomaten geladen wird.
Auf der Eurosatory 2022 wurde sie als L/52 eingebaut im neuen KF51 Panther erstmals öffentlich vorgestellt. Die Rohrlänge erhöht sich damit auf 6760 mm. Im KF51 wird die Kanone durch zwei revolverartige Ladeautomaten geladen. Da sie als L/52 im KF51 präsentiert wurde, kann davon ausgegangen werden, dass dies die Kaliberlänge für die Serienkanone werden wird.

### Normierung
Sollte die 130-mm-Glattrohrkanone die Serienreife erreichen, wäre auch ein neuer NATO-Standard zur Normung und damit Standardisierung der Munition erforderlich, wie es auch für die Rh120 mit dem STANAG 4385 erfolgte. Darüber hinaus wartet Rheinmetall auf einen neuen NATO-Standard, der neue zu durchdringende Panzerungen spezifiziert. Dieser wurde gegen Ende des Jahres 2016 erwartet.